# První internacionála
První internacionála byla nadnárodní organizací socialistických stran a dělnických svazů založená roku 1864. (Skutečný původní název byl Mezinárodní asociace pracujících, anglicky International Workingmen's Association.) U jejího zrodu stáli marxisté (Karl Marx, Friedrich Engels) a anarchisté (Michail Alexandrovič Bakunin). V 1. internacionále bylo zastoupeno velmi málo marxistů a mnoho proudhonistů (tj. anarchistů).
Členové internacionály se aktivně účastnili povstání Pařížské komuny roku 1871. Svou činnost internacionála ukončila kvůli neshodám marxistů a anarchistů (například v tom, zda vytvořit stát dělníků, či ho zrušit) v roce 1876.

## Haagský kongres (1872)
Po porážce Pařížské komuny v roce 1871 charakterizoval Michail Alexandrovič Bakunin Marxovy ideje jako autoritářské a předpověděl, že pokud by se marxistická strana dostala k moci, její lídři by nakonec byli tak špatní jako vládnoucí třída, proti které bojovali (shrnul 1873 v díle Stát a anarchie).
V roce 1872 na Haagském kongresu konflikt v první internacionále vyvrcholil vyloučením Bakunina a rozdělením na dvě skupiny. Tento střet je často charakterizován jako začátek dlouhotrvajícího konfliktu mezi anarchisty a marxisty. Od té doby měly anarchistické a marxistické směry socialismu odlišnou organizaci včetně soupeřících internacionál.
V roce 1872 se pak internacionála přemístila do New Yorku. Čtyři roky nato byla na filadelfském kongresu rozpuštěna. Pokusy o oživení organizace v dalších pěti letech selhaly.
Nicméně byla v roce 1889 založena Druhá internacionála jako její nástupkyně. Mezitím anarchisté se nadále domnívali, že byli nespravedlivě vyhoštěni z internacionály a 15.–16. září 1872 se koná nový kongres v Saint-Imier.
Později, poté, co obě soupeřící internacionály zhroutily, se anarchosyndikalisté rozhodli znovuobnovit 1. internacionálu na kongresu v Berlíně roku 1922 jako Mezinárodní asociaci pracujících (International Workers Association).